# Makars Traum

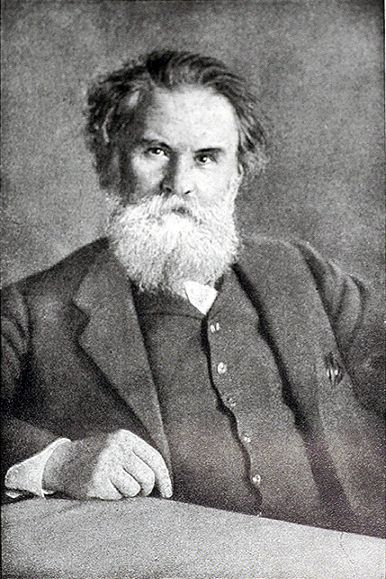
Wladimir Korolenko

Makars Traum, auch Ein Traum (russisch Сон Макара, Son Makara), ist eine Weihnachtsgeschichte des russischen Schriftstellers Wladimir Korolenko, die 1883 in Ostsibirien entstand und 1885 im Heft 3 der Moskauer Zeitschrift Russkaja Mysl erschien. Julius Grünbergs Übertragung ins Deutsche kam 1891 in Leipzig auf den Buchmarkt.
Vom Herbst 1881 bis Ende 1884 lebte Korolenko als Verbannter in Sibirien. Vorbild für die Titelfigur Makar ist der jakutische Bauer Sachar Zykunow, in dessen Hütte Korolenko während seiner Verbannung in Amga Aufnahme fand.

## Inhalt
Der große Schweiger Makar lebt in dem jakutischen Dorf Tschalgan. Es ist, als hätte er mit den Jahren das ordentliche Sprechen verlernt. Einen Tag vor Weihnachten betrinkt sich Makar, wird aus der Schenke geworfen und kontrolliert in der verschneiten Taiga bei grimmigem Frost seine Fallen. Er wähnt den Todfeind Aljoschka in der Kirche und schaut auch in dessen Fallen nach. Aljoschka bleibt aber – ebenso wie Makar – dem Gottesdienst fern und steht auf einmal hinter dem Betrunkenen. Es kommt zu Handgreiflichkeiten, bei denen Aljoschka die Oberhand gewinnt. Hinterher fehlen dem betrunkenen Makar die Mütze und beide Handschuhe – nach Korolenko das Todesurteil in der winterlichen Taiga. Makar haucht sein Leben aus; erfriert mitten in der Wildnis.
Makar tritt vor Gottvater – einen Alten, dessen silbriger Bart den Gürtel verdeckt. Die Gottesknechte tragen große weiße Flügel auf dem Rücken. Auf einer Waage werden Makars gute Taten gegen seine Sünden im Diesseits abgewogen. Gottes Sohn und die Taube sind während des Gerichtstages präsent. Gott fordert Makar zur Aufzählung seiner guten Taten auf. Makar mogelt. Aber Gott weiß alles.
Plötzlich ist Makar mit der flüssigen, überzeugenden Rede begabt. Zunächst ärgert sich Gott über den unbotmäßigen Ankömmling, dann aber hört er, von seinem erdverhafteten Sohne bestärkt, interessiert zu und lässt sich von dem Dummkopf Makar überzeugen. Siehe da – das Wunder geschieht; die Waage neigt sich zu Makars Gunsten.
Makar, Gott und die Gottesknechte weinen.

## Deutschsprachige Ausgaben
Verwendete Ausgabe
- Makars Traum. Eine Weihnachtsgeschichte. Deutsch von Traute und Günther Stein. S. 224–262 in Wladimir Korolenko: Makars Traum und andere Erzählungen. Mit einem Nachwort von Herbert Krempien. 275 Seiten. Verlag der Nation, Berlin 1980 (1. Aufl.)

## Anmerkung
1. ↑  Bei aller Dreifaltigkeit geht es in Makars Traum  – religiös gesehen –  drunter und drüber. Korolenko schreibt, die russischen Männer in Tschalgan haben Jakutinnen geheiratet, können gar nicht mehr astrein Russisch sprechen und haben jakutisches Brauchtum übernommen. Also richtet eigentlich nicht Gottvater den erfrorenen Makar, sondern der alte Tojon (russ. Тойон, siehe die zweite Bedeutung in der Aufzählung). Das ist – in etwa wie Manitu bei den Algonkin – der Große Häuptling der Jakuten.